# サミュエル・ルイス
サミュエル・ルイス（Sir Samuel Lewis, 1843年 - 1903年）は、西アフリカはシエラレオネ出身の立法廷協議会で20年以上議員を務めた、弁護士及びフリータウンの最初の市長。
1872年にイギリスで法廷弁護士の資格を取得。後にシエラレオネに帰国。1895年、フリータウンの最初の市長になる。1896年ナイトの称号を受ける。